# Gouvernement de la Floride

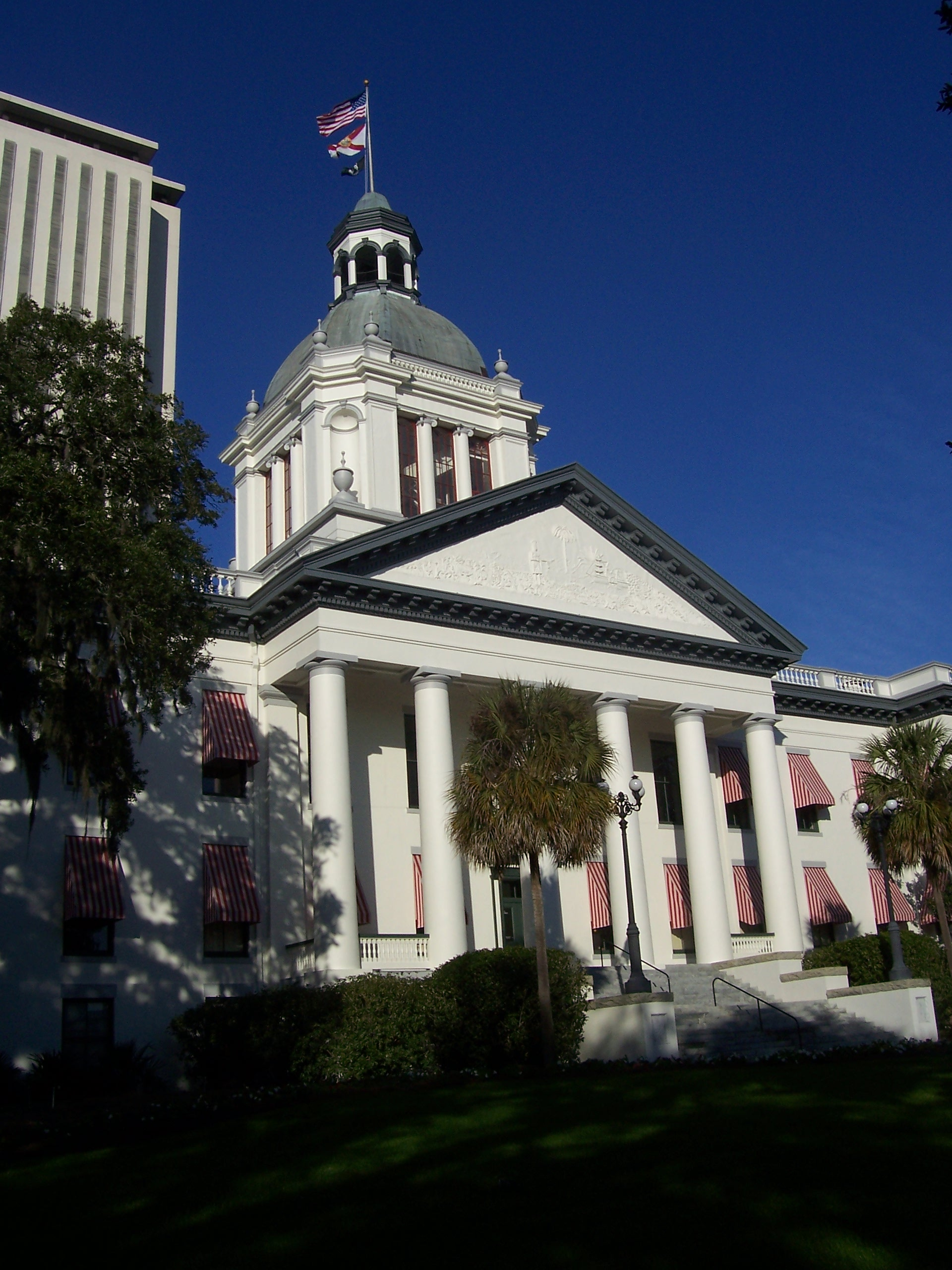
Le Capitole de Floride, à Tallahassee

La Floride est l'un des cinquante États des États-Unis et exerce à ce titre sa souveraineté sur de nombreux domaines comme la police, l'éducation ou les affaires civiles. L'organisation des institutions et les droits des citoyens sont définis par la Constitution de la Floride rédigée en 1821 et amendées à plusieurs reprises. Comme à l'échelon national, les pouvoirs sont séparés en trois branches exécutive, législative et judiciaire. 

## Institutions

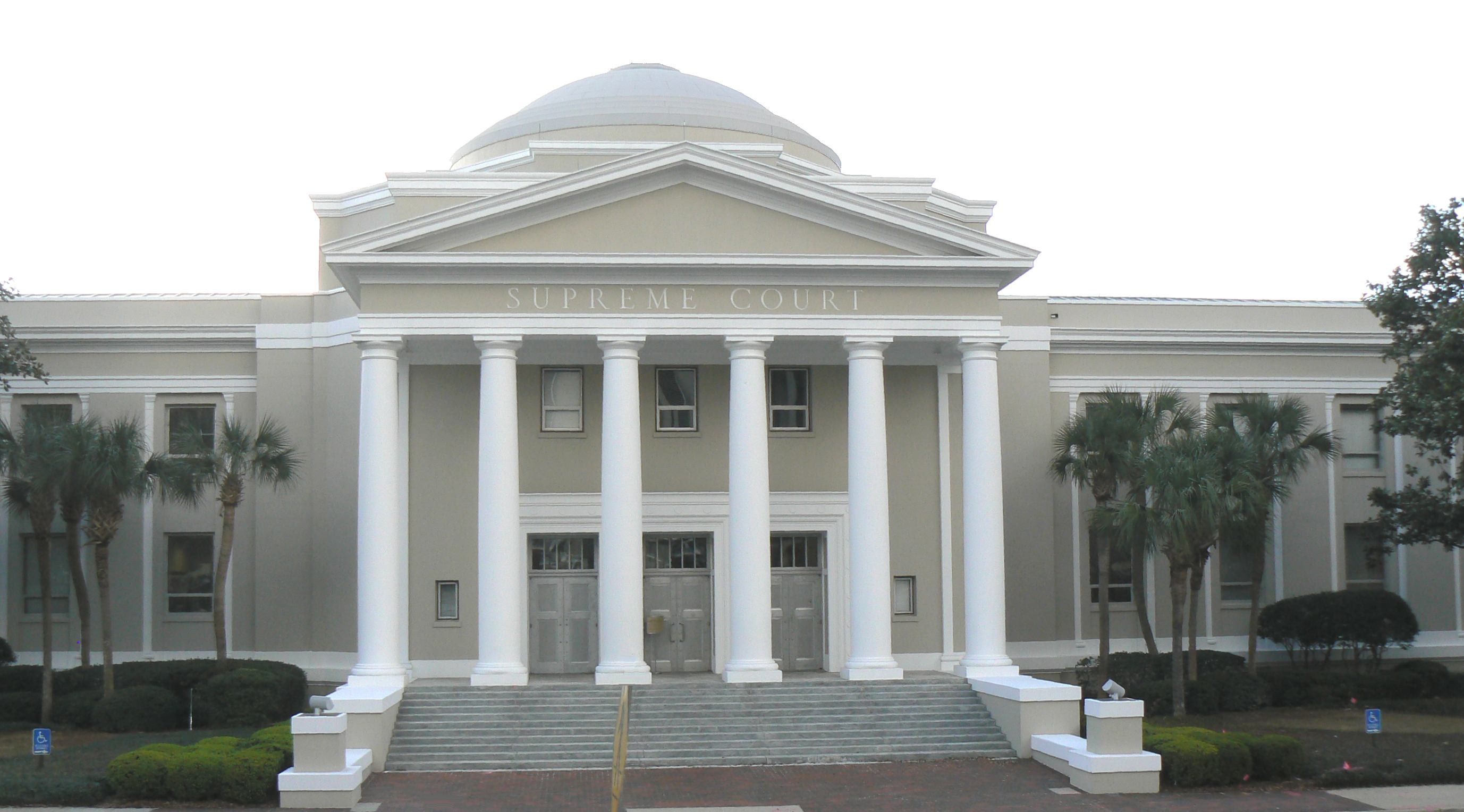
La Cour Suprême de Floride, à Tallahassee

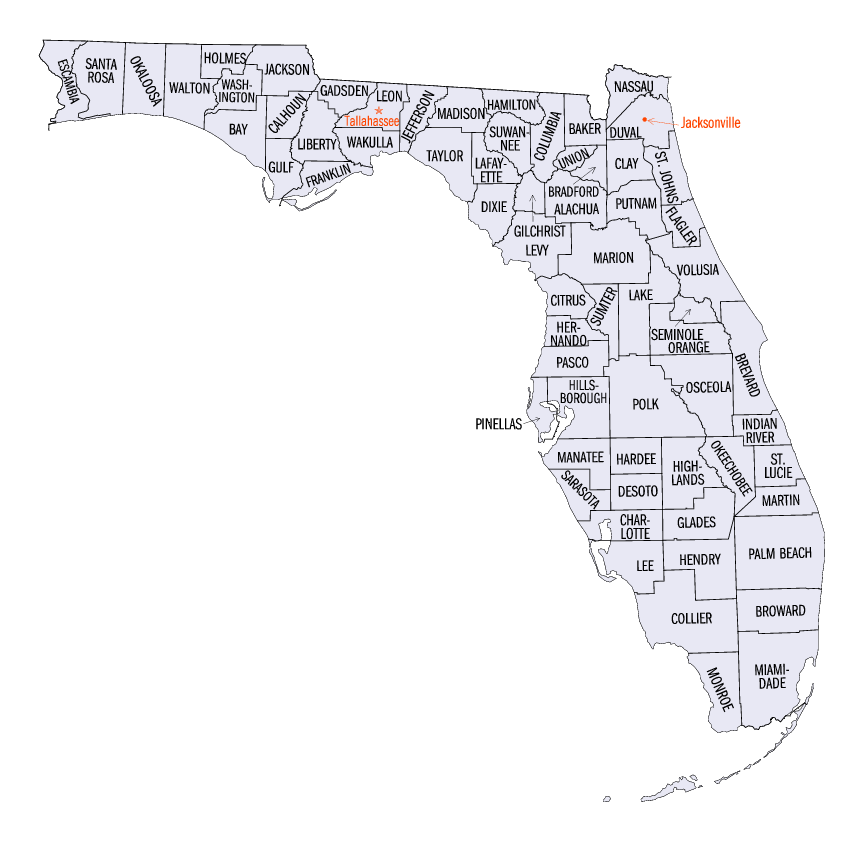
Carte des comtés de Floride

La législature est bicamérale, avec un Sénat de 40 membres et une Chambre des représentants de 120 membres. Elle est chargée de voter les lois qui, après avoir été signées par le gouverneur, deviennent des statuts (Florida Statutes). Elle siège au capitole de l'État de Floride, à Tallahassee.
Le gouverneur est élu par le peuple pour quatre ans et ne peut exercer plus de deux mandats successifs. Son rôle est d'appliquer la loi. Il est le porte-parole de l'État ainsi que le commandant en chef de la Garde nationale de Floride. Il gouverne en cooperation avec un lieutenant-gouverneur et un cabinet composé de l'Attorney General, du Commissioner of Agriculture et du Chief Financial Officer, tous élus pour quatre ans. L' attorney general est chargé de conseiller le gouverneur et la législature pour les affaires juridiques. Le gouvernement comprend de nombreuses agences et organisations spécialisées dans des domaines précis (environnement, transport, éducation, etc.). Les taxes sur les ventes représentent la principale recette de l'État de Floride. 
La Cour suprême de Floride est présidée par un juge en chef (Chief Justice) à côté de six autres juges (Justices). Elle est la gardienne de la Constitution de l'État, vérifie la constitutionnalité des lois et agit comme une cour d'appel. 
La Floride est subdivisée en 67 comtés qui exercent des prérogatives locales diverses (police, justice, travaux publics, hygiène, assistance publique, etc). Enfin, les municipalités sont le dernier échelon administratif. Elles ont souvent les mêmes attributions que le comté, la justice en moins. Elles sont généralement dirigées par un conseil municipal élu et un maire. Elles prennent des décisions appelées ordinances et lèvent des taxes. Leur principal source de revenus provient des impôts sur les propriétés.
Le personnel politique du gouvernement de Floride : 
- Gouverneur : Charlie Crist
- Attorney General : Bill McCollum (en)
- Chief Financial Officer : Alex Sink
- Commissioner : Charles H. Bronson

Quelques départements du gouvernement de Floride : 
- Florida Department of Agriculture and Consumer Services
- Florida Department of Business & Professional Regulation
- Florida Department of Children & Families
- Florida Department of Citrus
- Florida Department of Community Affairs
- Florida Department of Corrections
- Florida Department of Education
- Florida Department of Elder Affairs
- Florida Department of Environmental Protection
- Florida Department of Financial Services
- Florida Department of Health
- Florida Department of Highway Safety & Motor Vehicles
- Florida Department of Juvenile Justice
- Florida Department of Law Enforcement
- Florida Department of Management Services
- Florida Department of Revenue
- Florida Department of State
- Florida Department of Transportation
- Florida Department of Veterans Affairs

## Un État convoité lors des élections présidentielles
La Floride fait partie des swing states, c'est-à-dire un État américain où aucun des deux partis politiques américains, le Parti démocrate et le Parti républicain, ne domine le vote populaire. Elle représente un enjeu important lors des élections présidentielles avec son nombre important de grands électeurs.
L'élection de 2000 a été l'objet d'un imbroglio électoral et judiciaire sans précédent entre les partisans du démocrate Al Gore et du républicain George W. Bush, frère du gouverneur de Floride, Jeb Bush. L'élection s'est jouée à quelques centaines de voix au bénéfice de George W. Bush, lui donnant ainsi la victoire au niveau national, par Cour suprême des États-Unis interposée. En 2004, George W. Bush y a été réélu avec 52,10 % des voix contre 47,09 % pour John Kerry. Lors de l'élection présidentielle américaine de 2008, Barack Obama a remporté cet État-clef avec 51 % des voix face à John McCain (48,4 %), les Hispaniques ayant voté majoritairement démocrate alors qu'ils votaient traditionnellement républicain.

## Une domination locale républicaine récente
L'élite démocrate reprit le pouvoir en 1877 après plusieurs années de lutte politique et de violences des groupes paramilitaires visant à intimider ses adversaires ainsi que les Afro-Américains. Entre 1885 et 1889, le corps législatif de l'État vota des lois destinées à empêcher les petits Blancs et les Afro-Américains à exercer leur droit de vote et d'éligibilité, comme le prévoyait la constitution américaine. Les conditions pour l'attribution du droit de vote comprenaient un impôt sur le suffrage, des examens d'alphabétisation et l'obligation de fournir des preuves de domiciliation. Comme dans les autres États sudistes, le Congrès de la Floride resta longtemps dominé par le parti démocrate. Ce dernier instaura un régime de ségrégation raciale en adoptant les  lois Jim Crow. 
Entre 1876 et 1948, les électeurs votèrent toujours majoritairement pour le candidat démocrate à toutes les élections présidentielles sauf celle de 1928 (Herbert Hoover). Puis, entre 1952 et 2008, ils choisirent le candidat républicain sauf en 1964, 1976, 1996 et 2008. Le premier représentant républicain de la Floride au Congrès de Washington fut William C. Crame, élu en 1954, le premier Sénateur républicain de Floride fut Edward J. Gurney élu en 1968 et le premier gouverneur républicain fut Claude R. Kirk en 1966. L'État a basculé très nettement du côté des républicains au cours des années 1980. Depuis 1980, l'État n'a voté qu'une seule fois pour un candidat démocrate (Bill Clinton en 1996).
La Floride est un État conservateur qui a longtemps été détenu par les démocrates avant d'être gagné par les républicains durant les années 1980 et 1990. 
Depuis 2007 le gouverneur de la Floride est le républicain Charlie Crist, élu avec 52 % des suffrages contre 45 % à son adversaire démocrate Jim Davis le 7 novembre 2006. Crist a succédé au gouverneur républicain Jeb Bush, élu en 1998 et réélu triomphalement en 2002. Tous les postes élus de l’exécutif sont détenus par des républicains. 
Depuis 1994, les deux chambres sont majoritairement républicaines. Lors de la session 2008-2010, le Sénat de Floride est dominé par 26 républicains contre 14 démocrates alors que la chambre basse confirme une tendance politique identique avec 76 élus républicains contre 44 démocrates.
Localement, les villes du sud de la Floride sont plutôt démocrates (Miami, West Palm Beach, Fort Lauderdale, les Keys) et celles du centre plutôt républicaines (Orlando). À Miami par exemple, les libéraux démocrates côtoient des ultra-conservateurs républicains d'origine cubaine. En dehors des comtés libéraux de Miami-Dade, Broward et Palm Beach, au centre de la bataille électorale de 2000, le parti démocrate de Floride doit gérer une base sociale conservatrice captée par le parti républicain. Tampa, autrefois fief démocrate, compte aujourd'hui autant d'électeurs républicains que démocrates.

## Une représentation nationale dominée par les républicains
Au niveau national, pour le 116e Congrès des États-Unis (2019), les deux sénateurs de Floride sont les républicains Rick Scott et Marco Rubio ; 14 des 27 élus de Floride à la Chambre des représentants des États-Unis sont républicains.
Liste des Représentants de la Floride au Congrès américain (2019) :
- Matt Gaetz (R)
- Neal Dunn (R)
- Ted Yoho (R)
- John Rutherford (R)
- Al Lawson (D)
- Michael Walt (R)
- Stephanie Murphy (D)
- Bill Posey (R)
- Darren Soto (D)
- Val Demings (D)
- Daniel Webster (R)
- Gus Bilirakis (R)
- Charlie Crist (D)
- Kathy Castor (D)
- Ross Spano (R)
- Vern Buchanan (R)
- Greg Steube (R)
- Brian Mast (R)
- Francis Rooney (R)
- Alcee Hastings (D)
- Lois Frankel (D)
- Ted Deutch (D)
- Debbie Wasserman Schultz (D)
- Frederica Wilson (D)
- Mario Díaz-Balart (R)
- Debbie Mucarsel-Powell D)
- Donna Shalala (D)

## Justice et peine de mort
Le système judiciaire est composé d'une Cour Suprême qui siège à Tallahassee, de six cours d'appel de district (District Courts of Appeals), de 20 cours de circuit (Circuit Courts) et de 67 cours de comtés.
La Floride est l'un des 36 États américains où la peine de mort est en vigueur. Elle a procédé à 66 exécutions depuis le rétablissement de la peine de mort dans cet État en 1979. Les exécutions ont lieu par injection létale à la prison d'État de Floride (Starke).

## Renforcement de la loi sur les droits parentaux en matière d'éducation
À la suite notamment de la Fusillade de Nashville et à l'instar de ce qui se passe dans l'Etat du Kentucky, est voté par Ron DeSantis une renforcement de la loi sur les droits parentaux en matière d'éducation interdisant notamment les discussions en classe sur l'orientation sexuelle ou l'identité de genre de l'école maternelle au third grade (en) (équivalent du CE2 français.